# Klasztor Jana Chrzciciela w Voskopojë
Klasztor Jana Chrzciciela (alb. Manastiri i Shën Prodhromit, gr. Μονή Αγίου Ιωάννου του Προδρόμου) – prawosławny klasztor w pobliżu wsi Voskopojë (gmina Voskopojë, okręg Korcza), w Albanii. Klasztor składa się z katolikonu, budynków mieszkalnych, gospodarczych bramy wejściowej znajdującej się w XIV wiecznym murze. Jest najstarszym zachowanym obiektem w Voskopojë.  

## Historia

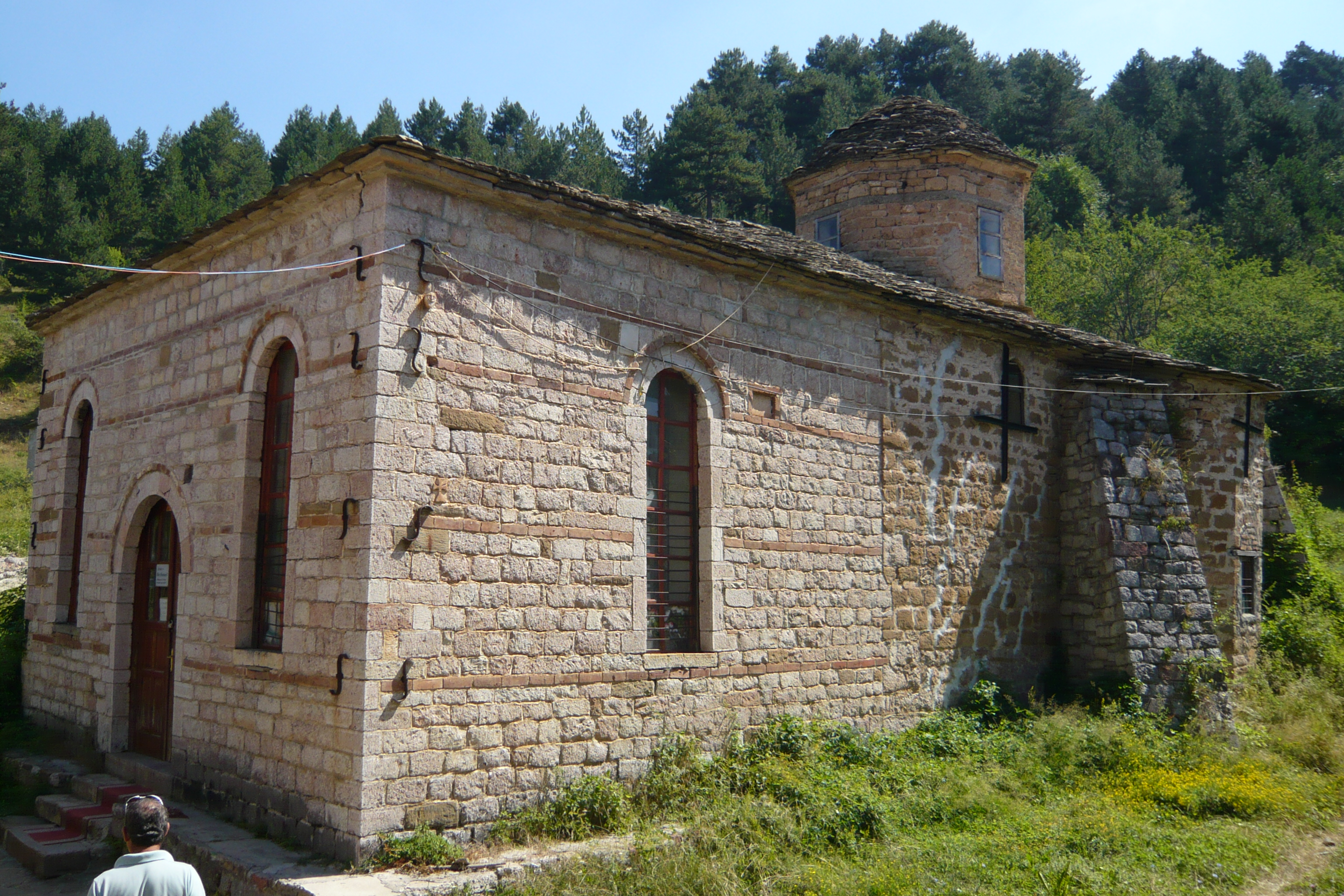
Katolikon

Klasztor został założony w XIV wieku przez grupę mnichów przybyłych z klasztoru w Boboshticy. W okresie największego rozkwitu Moskopole klasztor stał się jednym z najpotężniejszych ośrodków duchowych i ekonomicznych Arcybiskupstwa Ochrydzkiego. Katolikon klasztoru został zbudowany w 1632 na ruinach wcześniej istniejącego obiektu. Cerkiew zbudowano na planie krzyża wpisanego w prostokąt, jako trójnawową bazylikę. Została pomalowana w 1659. Twórcami fresków byli Theodor Simo Grunde oraz Andon Shipskioti. Narteks dobudowano i pomalowano w końcu XVII lub na początku XVIII wieku. W czasie II wojny światowej budynki klasztoru zostały poważnie zniszczone.
Po ogłoszeniu w 1967 przez Envera Hodżę „Rewolucji Ideologicznej i Kulturalnej” i deklarowania Albanii pierwszym na świecie państwem ateistycznym, rozpoczęły się represje wobec wszystkich wspólnot religijnych i kościołów w Albanii. Obiekty sakralne przejęło państwo, większość z nich zostało zdewastowanych, a nawet zburzonych. W wyniku zniszczeń wojennych oraz rewolucji ideologicznej bogate zbiory manuskryptów, książek uległy bądź zniszczeniu, bądź zostały rozkradzione.
W 1948 obiekt został wpisany na listę religijnych zabytków kulturowych Albanii (Objekte fetare me statusin Monument Kulture).